# P.J. Dozier
Perry Dozier Jr (ur. 25 października 1996) – amerykański koszykarz, występujący na pozycji rzucającego obrońcy, od 2023 zawodnik Partizana Mozzart Bet.
W 2013 zajął czwarte miejsce podczas turnieju Adidas Nations. W 2015 wystąpił w meczu gwiazd amerykańskich szkół średnich – McDonald’s All-American, został też wybrany najlepszym zawodnikiem szkół średnich stanu Karolina Południowa (South Carolina Gatorade Player of the Year, South Carolina Mr. Basketball).
21 sierpnia 2018 podpisał umowę z Boston Celtics na występy zarówno w NBA, jak i zespole G-League – Maine Red Claws.
13 sierpnia 2019 został zawodnikiem Denver Nuggets. 19 stycznia 2022 trafił w wyniku wymiany ponownie do Boston Celtics. 10 lutego 2022 trafił do Orlando Magic, po czym został zwolniony. 25 lutego 2023 dołączył do Sacramento Kings.
12 sierpnia 2023 został zawodnikiem serbskiego Partizana Mozzart Bet.

## Osiągnięcia
Stan na 26 października 2023, na podstawie, o ile nie zaznaczono inaczej.
NCAA
- Uczestnik NCAA Final Four (2017)
- Zawodnik tygodnia konferencji Southeastern (SEC – 5.12.2016)

Indywidualne
- Zaliczony do III składu G-League (2019)[9]
- Uczestnik meczu gwiazd G-League (2019)